# W
W bzw. w (gesprochen: [veː]) ist der 23. Buchstabe des modernen lateinischen Alphabets und in den meisten Sprachen, in denen er verwendet wird, ein Halbvokal. Das W entstand im Mittelalter ursprünglich als Ligatur, d. h. als Verdoppelung des „V“ bzw. „U“. Der Buchstabe W hat in deutschen Texten eine relative Häufigkeit von 1,89 %. Er ist damit der 17.-häufigste Buchstabe in deutschen Texten.

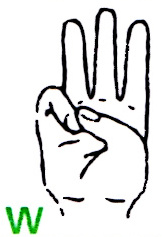
Buchstabe W im Fingeralphabet

Das Fingeralphabet für Gehörlose bzw. Schwerhörige stellt den Buchstaben W dar, indem die flache Hand vom Körper weg zeigt und Zeige-, Mittel- und Ringfinger gespreizt nach oben weisen. Der Daumen liegt auf dem Fingernagel des kleinen Fingers.

## Herkunft
| Waw-Zeichen (protosinaitisch) | Phönizisches Waw | Griechisches Ypsilon | Etruskisches U/V/Y | Lateinisches V/U | Lateinisches W |
| Waw-Zeichen (protosinaitisch) | Phönizisches Waw | Griechisches Ypsilon | Etruskisches V     | Lateinisches V/U | Lateinisches W |

Das W teilt sich einen Großteil seiner Geschichte mit dem U und dem V, daneben sind das Y und auch das F mit ihm verwandt.
Über Lautwert und Bedeutung des Buchstabens in der protosinaitischen Schrift ist nichts bekannt, das entsprechende Symbol stellt einen Haken oder eine Keule mit rundem Kopf dar. Im phönizischen Alphabet öffnete der Buchstabe diesen Kopf und sah aus wie ein abgerundetes Y. Der Buchstabe erhielt den Namen Waw und wurde verwendet, um den Lautwert [w] darzustellen (ein unsilbisches [u]).
In das griechische Alphabet wurde der Buchstabe als Ypsilon aufgenommen. Im Frühgriechischen war der Lautwert des Ypsilon der dem [w] entsprechende Vokal [u].
Die Etrusker übernahmen das frühgriechische Ypsilon und dessen Lautwert. Mit der Zeit verschwand bei den Etruskern die untere Spitze, der Buchstabe bekam die Form V. Ebenso änderte sich die Bedeutung des Buchstabens: Das Etruskische kannte auch den dem [u] entsprechenden Halbvokal [w] und der Buchstabe wurde verwendet, um beide Laute zu schreiben.
Die Römer übernahmen den Buchstaben mit beiden Lautwerten. Ursprünglich wurde der Buchstabe in der von den Etruskern übernommenen spitzen Form geschrieben. In der Spätantike wurde auch eine abgerundete Variante entwickelt, die im Aussehen dem U entspricht.
Ebenfalls in der Spätantike entwickelte sich das unsilbische [w] zu einem [v]. Als gegen Ende des ersten Jahrtausends n. Chr. in den germanischen Sprachen Schriften entstanden, die noch über den Laut [w] verfügten, empfand man das Zeichen V bereits als unpassend für dessen Wiedergabe und schuf daher die Ligatur VV bzw. UU, aus der sich das W entwickelte.
Am Namen des Buchstabens W im Englischen, double u ('doppeltes u') bzw. double-u ('Doppel-u'), im Französischen und Italienischen, double vé bzw. doppia vu ('doppeltes vau'), im Spanischen uve doble ('vau doppeltes'), ist dieser Ursprung noch erkennbar (zu beachten ist, dass damals noch kein Unterschied zwischen dem Konsonantenbuchstaben V und dem Vokalbuchstaben U gemacht wurde).
Der deutsche w-Laut war ursprünglich ein unsilbisches [u] (ähnlich dem heutigen Englisch w-Laut), veränderte sich jedoch im Laufe des Mittelalters hin zu einem [v]. Ein Vorgang, den beispielsweise der lateinische w-Laut (hier allerdings zumeist 'v' geschrieben) schon in der Spätantike vollzogen hatte. 
Allerdings sind einige Phonetiker der Ansicht, der deutsche w-Laut sei nicht ein stimmhafter labiodentaler Frikativ [v], sondern ein stimmhafter labiodentaler Approximant [ʋ], vergleichbar mit der heutigen Aussprache des w-Lauts in der niederländischen Sprache.
Die englische Sprache bewahrt hingegen bis heute die ursprüngliche Aussprache [w] (unsilbisches [u] bzw. labiovelarer Approximant, ähnlich wie im deutschen Wort Bauer).

## Sonstiges
In Schweden wurde der Buchstabe W erst im Jahr 2006 von der Schwedischen Akademie in die 13. Ausgabe ihres Wörterbuchs aufgenommen und ist somit ein selbstständiger Buchstabe. Vorher galt das W, jetzt der 23. Buchstabe des schwedischen Alphabets zwischen V und X, als Variation des Buchstabens V (Doppel-V) (ein Grund dafür ist die gleiche Aussprache beider Buchstaben im Schwedischen). Wörter mit dem Anfangsbuchstaben W sind aus Fremdsprachen entlehnte Wörter wie „whisky“, „wok“ oder „webb“. Außerdem kommt W in schwedischen Eigennamen (z. B. „Wasa“, „Wilhelmina“, Woxna) vor, wobei das W oft anstelle des V verwendet wurde und die Schreibweise mit V inzwischen das W weitgehend verdrängt hat.
Im Walisischen wird das W sowohl als Konsonant (vor Vokalen und am Wortanfang) als auch als Vokal gebraucht und kann entsprechend den Vokalverlängerungsregeln daher auch mit einem Zirkumflex (ˆ) versehen werden.
Die Rapper/Hip-Hopper der US-amerikanischen Westküste nutzen ein aus den Fingern der Hand geformtes „W“ als Erkennungssymbol für die „Westcoast“, wobei Ring- und Mittelfinger übereinandergelegt werden und die mittlere Spitze des W bilden und die äußeren Schenkel durch den kleinen und den Zeigefinger geformt werden.

## Zitat
„in mhd. zeit wird im bairischen ungemein häufig b für w und umgekehrt w für b geschrieben, s. WEINHOLD bair. gramm. § 124. 136, was aber nur aus einer annäherung, nicht aus völligem zusammenfall der laute erklärt werden kann.“

Das b im Lateinischen wird im Deutschen mitunter auch in ein v verwandelt „caballarius“ > „Kavallerie“. In Spanien wird außerdem „VW“ als „B Uwe“ ausgesprochen.